# Kilmarnock Football Club
Maillots
Actualités
Dernière mise à jour : 4 juin 2025.
Le Kilmarnock FC, surnommé Killie est un club de football écossais basé à Kilmarnock dans l'East Ayrshire. Fondé en 1869, il s'agit du plus vieux club présent en Scottish Premiership, et le second plus vieux club professionnel écossais. Il évolue actuellement en Scottish Premiership.
Au cours de sa longue histoire, le club a été sacré champion d'Écosse une seule fois, en 1965 et a remporté la Coupe d'Écosse à trois reprises (en 1997 pour la dernière fois). Plus récemment, en 2012, Kilmarnock a remporté la Coupe de la Ligue aux dépens du Celtic (1-0) à Hampden Park, et le Scottish Championship en 2022. Kilmarnock joue ses matchs à domicile au Rugby Park, un stade entièrement assis d'une capacité de 17 889 places situé dans la ville elle-même. Le club a disputé la première rencontre officielle de Coupe d'Écosse contre le club aujourd'hui disparu de Renton en 1873. Le club s'est qualifié pour des compétitions européennes à neuf reprises, leur meilleure performance étant en Coupe des villes de foires 1966-1967, Kilmarnock atteignant les demi-finales, étant éliminé par Leeds United. Le club de Kilmarnock est l'un des rares clubs écossais à avoir disputé les trois compétitions européennes (Ligue des champions, Coupe des coupes, Ligue Europa). Sa dernière apparition en compétition européenne remonte à la saison 2001-2002.
Kilmarnock entretient une ancienne rivalité footballistique avec ses voisins de l'Ayrshire Ayr United qui se manifeste lors du derby de l'Ayrshire, qui existe depuis septembre 1910. Kilmarnock est l'équipe qui a remporté le plus de fois ce derby avec 189 victoires en 256 rencontres. Le surnom du club, Killie, est le terme écossais pour désigner la ville de Kilmarnock.
L'équipe est actuellement dirigée par Derek McInnes, nommé en janvier 2022.

## Histoire

### Fondation et premier siècle (1869-1960)

Histoire de la position du Kilmarnock FC en championnat de 1895 à 2019

La fondation du club remonte aux tout premiers jours du football organisé en Écosse, lorsqu'un groupe de joueurs de cricket locaux à la recherche d'une activité sportive en dehors de la saison de cricket décide de créer un club de football. Le 5 janvier 1869, le club est fondé lors d'une assemblée générale au Robertson's Temperance Hotel sur Portland Street. À l'origine, le club jouait un jeu plus proche du rugby et ces origines se reflètent encore aujourd'hui dans le nom du terrain du club - Rugby Park. La difficulté d'organiser des rencontres dans le cadre de ce code et l'influence croissante de Queen's Park ont rapidement persuadé le club d'adopter le code de l'association. À cette époque, le club jouait ses matchs dans plusieurs endroits, notamment à Holm Quarry, The Grange sur Irvine Road et à un endroit proche de l'actuel Rugby Park.
Après la création des premiers clubs de football en Écosse dans les années 1860, le football a connu une croissance rapide, mais il n'y avait pas de structure formelle et les matchs étaient souvent organisés de manière aléatoire et irrégulière.
Queen's Park, un club de Glasgow fondé en 1867, prend les devants et, à la suite d'une annonce dans un journal de Glasgow en 1873, des représentants de sept clubs - Queen's Park, Clydesdale, Vale of Leven, Dumbreck, Third Lanark, Eastern et Granville - assistent à une réunion le 13 mars 1873. En outre, Kilmarnock a envoyé une lettre indiquant sa volonté de former la Scottish Football Association.
Ce jour-là, ces huit clubs créent la Scottish Football Association et décident ce qui suit : les clubs représentés se constituent en association pour la promotion du football selon les règles de la Football Association et les clubs liés à cette association souscrivent à une coupe à disputer annuellement, le comité devant proposer les lois de la compétition.
Kilmarnock participe au tournoi inaugural de la Coupe d'Écosse en 1873-74. Sa défaite 2-0 contre Renton au premier tour le 18 octobre 1873 est considérée comme le premier match disputé dans le cadre de la compétition.
Kilmarnock rejoint la Scottish League en 1895 et, après avoir remporté plusieurs titres consécutifs en deuxième division, est élu en première division pour la première fois en 1899. En 1920, Kilmarnock remporte la Coupe d'Écosse pour la première fois en battant Albion Rovers à Hampden Park,. Ils ont ensuite remporté leur deuxième succès en 1929, en battant les grands favoris Rangers 2-0 au stade national devant une foule de 114 708 personnes,,. En 1932, ils atteignent à nouveau la finale contre le même adversaire, mais cette fois-ci, ils sont battus après un match à rejouer. Le même résultat s'est produit lors de la finale 1938 contre East Fife, Killie étant cette fois l'équipe victime d'un coup du sort.

### Fin duXXesiècle
En 1964–1965 Heart of Midlothian est à la lutte pour le titre avec l'équipe de Kilmarnock de Willie Waddell. À l'époque, deux points étaient attribués en cas de victoire, et les Hearts avaient trois points d'avance à deux journées de la fin du championnat. Les Hearts font match nul contre Dundee United, ce qui signifie que le dernier match de la saison, où les deux prétendants au titre s'affronteraient à Tynecastle, serait décisif pour le championnat. Kilmarnock devait s'imposer par deux buts d'écart pour remporter le titre. Les Hearts abordaient le match en tant que favoris, avec l'avantage statistique et l'avantage du terrain. Ils avaient également un solide palmarès sous la houlette de Tommy Walker. Le Kilmarnock de Waddell, en revanche, n'avait rien remporté. Quatre fois au cours des cinq saisons précédentes, ils avaient terminé deuxièmes du championnat, notamment lors du triomphe des Hearts en 1960. Killie avait également perdu trois finales de coupe nationale au cours de la même période, dont la finale de Coupe de la Ligue perdue en 1962 face aux Hearts. Les Hearts avaient remporté cinq des six finales de coupe qu'ils avaient disputées sous la direction de Walker. Même la finale qu'ils avaient perdue ne l'avait été qu'à l'issue d'un match rejoué après un match nul lors de la première rencontre. Le joueur des Hearts, Roald Jensen, touche le poteau après six minutes de jeu. Kilmarnock marque ensuite deux fois grâce à Davie Sneddon et Brian McIlroy après 27 et 29 minutes. Alan Gordon a une excellente occasion de remporter le titre pour les Hearts dans le temps additionnel de la deuxième mi-temps, mais son occasion est repoussée par Bobby Ferguson. La défaite 2-0 signifie que les Hearts ont perdu le titre par une moyenne de 0,042 buts,. Par la suite, les Hearts jouent un rôle déterminant dans l'adoption d'un changement visant à utiliser la différence de buts pour départager les équipes à égalité de points. Ironiquement, ce changement de règle a privé les Hearts du titre en 1985-1986. C'est la seule fois à ce jour que Killie est champion d'Écosse.
Le déclin des années 1980 entraîne la relégation en Second Division. Killie revient en première division avec une promotion en 1993. Ils remportent la Coupe d'Écosse pour la troisième fois en 1997 grâce à une victoire 1-0 contre Falkirk en finale.
Le club se qualifie pour les compétitions européennes à neuf reprises, sa meilleure performance étant la Coupe des villes de foires 1966-1967, où il se qualifie pour les demi-finales, avant d'être éliminé par Leeds United. Le club est également l'un des rares clubs écossais à avoir participé aux trois compétitions européennes (Ligue des champions, Coupe des coupes et Ligue Europa).

### XXIesiècle

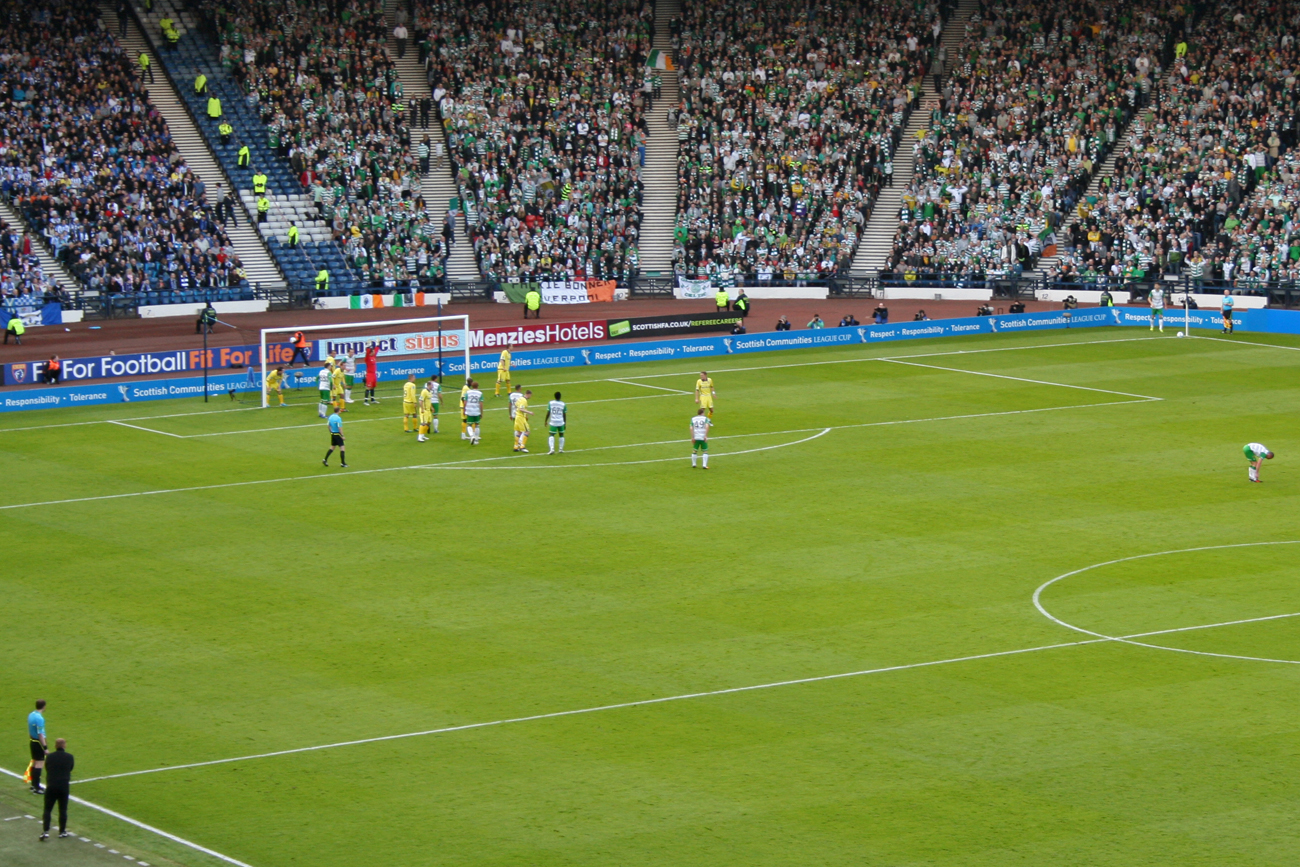
Finale de la Coupe de la ligue 2012 durant laquelle Kilmarnock a battu le Celtic 1–0

Kilmarnock atteint la finale de la Coupe de la Ligue 2007, mais perd en finale 5–1 contre Hibernian. Après avoir vendu Steven Naismith aux Rangers pour un montant record en août 2007, Killie connaît des difficultés en championnat lors de la saison 2007-2008, terminant à la 11e place avec 40 points. En janvier 2010, Kilmarnock est avant-dernier du championnat. Le dernier, Falkirk n'a que deux points de moins. Le 11 janvier 2010, Jim Jefferies quitte le club à l'amiable et Jimmy Calderwood est nommé entraîneur. Kilmarnock remporte ensuite sa première victoire en neuf ans contre le Celtic. La mauvaise forme se poursuivant cependant, rend la confrontation lors de la dernière journée au Rugby Park contre Falkirk décisive pour le maintien en SPL. Kilmarnock entame le match avec deux points d'avance sur ses rivaux et l'obtention d'un match nul et vierge suffit à leur assurer le maintien. Ils terminent la saison avec seulement 33 points, leur pire résultat en SPL.
Après le départ de Calderwood à la fin de la saison, Mixu Paatelainen est nommé entraîneur pour deux ans, avec une troisième en option. Bien que favori pour la relégation, Kilmarnock termine la saison à la cinquième place. Paatelainen quitte le club pour devenir l'entraîneur de la Finlande, son adjoint Kenny Shiels le remplace. Kilmarnock se qualifie pour la finale de la Coupe de la Ligue en 2012 grâce à des victoires contre Queen of the South, East Fife et Ayr United lors du derby de l'Ayrshire à Hampden. Kilmarnock remporte la Coupe de la Ligue pour la première fois, en battant le Celtic 1-0 en finale ; Dieter van Tornhout marque le seul but de la rencontre à six minutes de la fin, le gardien de but Cammy Bell est nommé homme du match. En juin 2013, après trois ans à Kilmarnock, l'entraîneur Kenny Shiels est limogé par le président Michael Johnston après un arrangement à l'amiable entre eux,.
Allan Johnston signe un contrat de deux ans et est nommé entraîneur le 24 juin 2013, avec Sandy Clark en tant qu'adjoint. Clark quitte son poste à l'été 2014, le club cherchant à prendre une nouvelle direction, et l'ancien joueur de Killie et ancien entraîneur des Hearts Gary Locke est nommé comme nouvel adjoint. Johnston est licencié en février 2015 apès avoir informé la presse de son intention de partir à l'été, sans en avoir parlé au conseil d'administration. Locke assure l'intérim, avant de signer un contrat de trois ans en avril 2015. Kilmarnock perd sept de ses huit derniers matchs de la saison, mais évite une place de barragiste grâce à une victoire 4–1 contre Partick Thistle.
La saison 2015–2016 s'avère difficile pour l'équipe. Locke est démis de ses fonctions d'entraîneur en février 2016, et Lee Clark est nommé pour le remplacer. Malgré un léger regain de forme, l'équipe termine à la 11e place du championnat et doit disputer un barrage de relégation contre Falkirk, un club de Championship, pour rester dans l'élite. Malgré une daite 0-1 à l'aller, Killie se bat et remporte confortablement le match retour 4-0 (4–1 sur l'ensemble des deux matchs), assurant ainsi la place du club en Scottish Premiership pour une nouvelle saison. Clark quitte Kilmarnock pour retourner en Angleterre à Bury en février 2017, exactement un an après son arrivée. L'ancien joueur des Rangers Lee McCulloch, adjoint de Locke puis de Clark, est chargé de l'intérim jusqu'à la fin de la saison, terminant à la huitième place. La saison suivante démarre mal, avec une défaite précoce contre les rivaux d'Ayr United en phase de groupes de Coupe de la Ligue, suivie d'un début décevant en championnat. McCulloch est licencié en septembre 2017 alors que le club est ancré dans le bas du tableau.

#### L'ère Clarke

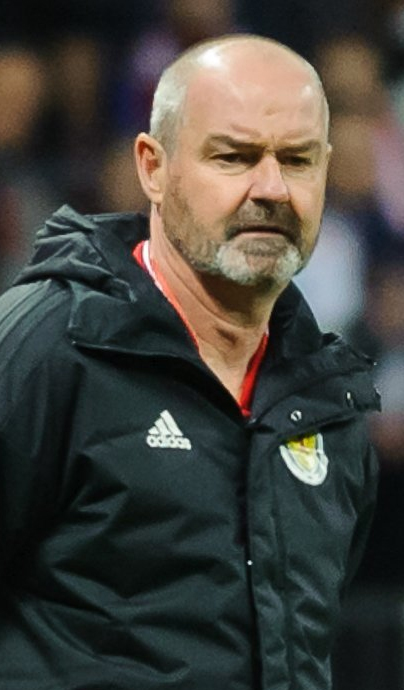
Steve Clarke, nommé entraîneur en 2017, amène le club à une 3e place en championnat et assure une place au club en and secured a place in the Ligue Europa

De manière inattendue, Kilmarnock nomme l'ancien entraîneur de Chelsea et West Bromwich Albion Steve Clarke. C'est la première fois que Clarke s'implique dans le football écossais en plus de 30 ans et sa nomination s'est accompagné d'une remontée spectaculaire, le club terminant à la cinquième place, ce qui lui a valu le titre d'entraîneur de l'année décerné par la SFWA. La saison 2018-2019 voit Kilmarnock célébrer son 150e anniversaire, et l'équipe poursuit sa bonne forme en championnat, tant à domicile qu'à l'extérieur, culminant lors de la dernière journée de championnat dans un match contre les Rangers à Rugby Park. Kilmarnock remporte le match 2–1, ce qui lui permet de terminer à la troisième place du championnat et de se qualifier pour l'Europe pour la première fois depuis 2001. Les résultats de la saison permettent également au club d'établir un nouveau record de points et de terminer à la meilleure place en championnat de son histoire depuis 1966. Le lendemain, Clarke est engagé par la Scottish FA pour devenir l'entraîneur principal de l'équipe d'Écosse.
Après le départ de Steve Clarke, Kilmarnock engage trois entraîneurs dont le mandat est de courte durée, à commencer par Angelo Alessio, ancien entraîneur adjoint de la Juventus et de Chelsea. Lors du deuxième match d'Alessio, Kilmarnock s'incline en qualification pour l'Europa League face au club gallois de Connah's Quay Nomads  club. Alessio est limogé en décembre 2019, alors que l'équipe occupe la cinquième place. Après son départ, Alex Dyer, entraîneur adjoint d'Alessio et de Clarke, est nommé à titre intérimaire jusqu'à la fin de la saison, avant que tout le football ne soit brusquement interrompu en raison de la pandémie de Covid-19. Les services de Dyer sont retenus par le club, et il signe une nouvelle prolongation de contrat en juin 2020. Cependant, après un début de saison médiocre, il quitte le club à l'amiable en janvier 2021. En février 2021, l'ancien entraîneur de St Johnstone Tommy Wright est nommé. Il est le troisième entraîneur du club en deux ans.

#### Relégation et montée
Le 24 mai 2021, à la suite d'une défaite en barrage contre Dundee, Kilmarnock est relégué en Scottish Championship, mettant fin à 28 ans de présence dans l'élite. Tommy Wright est limogé en décembre 2021 alors que l'équipe occupe la quatrième place de Championship. L'ancien entraîneur d' Aberdeen Derek McInnes est rapidement nommé pour lui succéder. Les résultats s'améliorent et à la fin de la saison 2021-2022, Killie est promu de nouveau en première division du football écossais après seulement un an à l'échelon inférieur, battant son plus proche poursuivant Arbroath 2–1 lors de l'avant-dernière journée grâce à un but spectaculaire de Blair Alston à la dernière minute.

## Propriété et finances
Depuis juin 1906, Kilmarnock F.C. appartient à la société privée à responsabilité limitée The Kilmarnock Football Club Ltd.
Depuis 2014, l'actionnaire majoritaire du club est l'homme d'affaires Billy Bowie, originaire de l'Ayrshire, qui supervise toutes les opérations du club. Kilmarnock s'est libéré de ses dettes sous le contrôle de Bowie en 2017, après plusieurs années de difficultés financières.
En mai 2018, Kilmarnock pris une décision historique en nommant Phyllis McLeish, diretrice commerciale de QTS Group, au conseil d'administration du club, devenant ainsi la première femme membre du conseil d'administration depuis plus de 20 ans. Le même mois, le club nomme une deuxième femme au conseil d'administration en la personne de Cathy Jamieson, ancienne députée de la circonscription de Kilmarnock and Loudoun et fan de Killiedepuis toujours fan. Elle est nommée après avoir été désignée par The Killie Trust Initiative l, qui recueille plus de 100 000 £ pour qu'un membre du trust siège au conseil d'administration.

## Derby de l'Ayrshire
La plus grande rivalité de Kilmarnock est avec ses voisins du South Ayrshire Ayr United et ils disputent ensemble le derby de l'Ayrshire. Le match a été joué 256 fois depuis leur première rencontre le 14 septembre 1910. Killie s'est imposé à 189 reprises. Ce match est relancé depuis la saison 2021-2022, car les deux clubs sont dans la même division après la relégation de Kilmarnock en Scottish Championship.

## Couleurs et blasons
La première tenue connue de Kilmarnock date de 1879 et se composait d'un maillot tout bleu avec un pantalon blanc. Le logo de l'époque a été décrit comme « une main, l'index et le majeur verticaux, pouce tendu, les autres doigts repliés sur la paume » (une adoption du blason historique des chefs du Clan Boyd). La main en question est représentée posée sur un ballon de football barré par le sigle KFC. Entre 1887 et 1890, Kilmarnock portait des maillots à rayures noires et blanches. Par la suite, le club a principalement joué avec des maillots rayés ou cerclés de bleu et de blanc avec un short bleu ou blanc. Le club a aussi parfois joué intégralement dans l'une de ces deux couleurs. Cette idée a été suggérée par Ross Quigley qui, à l'époque, était l'un des premiers directeurs du club, bien que le maillot ait ensuite été remplacé par le style à cerceaux en 1920. Les couleurs du maillot utilisées à l'extérieur ont, quant à elles, beaucoup varié au fil du temps. Le jaune est généralement considéré comme la principale troisième couleur du club mais des maillots blancs, rouges et pourpres sont également apparus au cours des dernières années.
Entre 2008 et 2014, le club fabrique ses équipements sous sa propre marque de vêtements de sport nommée 1869. Par la suite, c'est la société italienne Erreá qui est le fabricant. Les maillots de Kilmarnock sont fabriqués par la société américaine Nike entre 2016 et 2020. Le fabricant actuel de l'équipement est la société danoise Hummel ; il ne peut être acheté qu'au magasin de Rugby Park.
Le blason actuel du club est une version modernisée des précédents blasons du club. Il est composé d'un ballon surmonté d'une main dans une position de bénédiction et entouré de deux écureuils roux. La devise latine du Kilmarnock FC, Confidemus (Nous l'espérons), est écrite au-dessus du logo (similaire à la devise héraldique du Clan Boyd, confido). Le club a adopté le logo actuel en 1992 après que le Lord Lyon de l'époque, Malcolm Innes of Edingight, ait décrété que le logo précédent, fortement basé sur le blason de la ville, était en violation des règles anciennes de l'héraldique écossaise.
En octobre 2018, le club dévoile un badge spécial pour son 150e anniversaire.
| Le premier maillot connu de Kilmarnock date de 1879 | Maillot des victoires en Coupe d'Écosse 1920 et 1929 | Maillot de champion de 1965 | Maillot domicile de 1977 à 1989 | Maillot de la victoire en Coupe d'Écosse 1997 | Maillot de la victoire en Coupe de la Ligue 2012 |

| Équipementier  | Années           |
| -------------- | ---------------- |
| Umbro          | 1977–1985        |
| Matchwinner    | 1986–1995        |
| Le Coq Sportif | 1995–1998        |
| Puma           | 1998–2000        |
| TFG Sports     | 2001–2007        |
| Lotto          | 2007–2008        |
| Killie 1869    | 2008–2014        |
| Erreà          | 2014–2016        |
| Nike           | 2016–2020        |
| Hummel         | 2020–aujourd'hui |

| Sponsor              | Années           |
| -------------------- | ---------------- |
| AT Mays              | 1983–1984        |
| Mitchell & Struthers | 1985–1987        |
| Tourhill Joinery     | 1987–1989        |
| A-Plant Hire         | 1989–1990        |
| AT Mays              | 1990–1997        |
| Sports Division      | 1997–1999        |
| JJB Sports           | 1999–2000        |
| scotlandonline.com   | 2000–2001        |
| Seriously Strong     | 2001–2006        |
| Galloway Cheese      | 2006–2007        |
| Smallworld Cable     | 2007–2010        |
| verve.net            | 2010–2012        |
| QTS                  | 2012–2020        |
| Brownings The Bakers | 2020–aujourd'hui |

## Mascotte
La mascotte du club est un écureuil nommé « Captain Conker », en référence aux écureuils figurant sur l'écusson du club et sur les armoiries des Boyd. Par le passé, la mascotte « Killie Pie » était également présente au Rugby Park les jours de match. Auparavant, la mascotte était Nutz l'écureuil, incarné par Ian Downie, fan de longue date de Kilmarnock, décédé en 2020.

## Stade

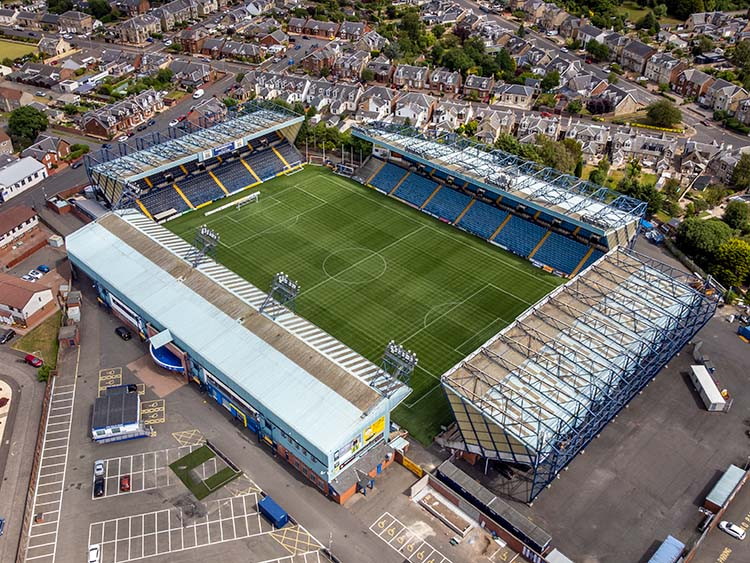
Stade de Rugby Park, situé à Rugby Road, stade du Kilmarnock FC

Kilmarnock a joué ses premiers matchs de football sur le site actuel de Rugby Park en 1899. Malgré cela, il s'agit en fait du quatrième terrain de Kilmarnock. The Grange, Holm Quarry et Ward's Park ont tous accueilli des matches avant que le club ne s'installe à Rugby Park en 1877. Il ne s'agissait pas du stade actuel, mais d'un stade situé à proximité, près de South Hamilton Street. Ce terrain était partagé par les équipes de cricket et de rugby - des sports que Kilmarnock avait déjà pratiqués - et le lien avec le rugby a donné son nom au terrain. Ce nom a été repris par le club lorsqu'il a déménagé dans son stade actuel.
Au cours de la saison 1994-1995, la capacité du stade est considérablement réduite par la construction de trois nouvelles tribunes : la tribune Moffat, la tribune Chadwick et la tribune Est. Leur achèvement a porté la capacité du stade à 17 889 places. Le stade est inauguré le 6 août 1995, lors d'un match amical contre les champions anglais de Blackburn Rovers. Mike Newell réalise un triplé et l'équipe locale s'incline 5-0.
Une pelouse artificielle FieldTurf FIFA 2 étoiles   est installée au Rugby Park pour le début de la saison 2014-2015. Le terrain est capable d'accueillir des matchs de rugby ainsi que des matchs de football. Une nouvelle surface hybride artificielle est installée pendant la saison 2019.
En février 2019, Kilmarnock reçoit l'autorisation d'installer une nouvelle section de sécurité dans les zones des tribunes Est et Moffat. Le processus d'installation s'achève au début du mois de décembre de la même année.
En décembre 2022, Kilmarnock annonce le lancement d'une consultation sur les plans de développement du Bowie Park Training Facility (centre d'entraînement de Bowie Park) en vue de créer un terrain d'entraînement dédié au club, où les équipes masculines, féminines et académiques de Kilmarnock pourront se développer dans un même environnement construit à cet effet.
Financé par Billy Bowie, le projet comprend la création de deux terrains de football à cinq et de deux terrains de football grandeur nature - dont un avec une tribune de 500 places - ainsi qu'un bâtiment d'entraînement de deux étages comprenant une salle de sport, des vestiaires, une cantine/salle de séminaire, des bureaux et une salle de repos pour les joueurs.

## Joueurs notables issus du centre de formation
| - Jamie Adams - Scott Anson - Lee Ashcroft - Ross Barbour - Cammy Bell - Kris Boyd - Tomas Brindley - Innes Cameron - Robert Campbell - Peter Canero - Mark Canning - Kyle Connell - David Cox - Ross Davidson - Euan Deveney | - Paul di Giacomo - Shaun Dillon - Michael Doyle - Gary Fisher - Iain Flannigan - James Fowler - Adam Frizzell - William Gros - Jamie Hamill - Dean Hawkshaw - Garry Hay - Emilio Jaconelli - Chris Johnston - Matty Kennedy - Greg Kiltie | - Jim Lauchlan - Rory Loy - Devlin MacKay - Gary McCutcheon - Gary McDonald - Neil McGregor - Barrie McKay - Daniel McKay - Rory McKenzie - Scott McLean - Lewis Morrison - Robbie Muirhead - Scott Murray - Steven Naismith - Mark O'Hara | - Alex Pursehouse - Craig Samson - Craig Slater - Graeme Smith - Aaron Splaine - Colin Stewart - David Syme - Ally Taylor - Greg Taylor - Iain Wilson - Jude Winchester |

## Statistiques des entraîneurs
Informations correctes pour les matches joués le 30 janvier 2021. Seulement les matchs officiels en Championnat d'Écosse, Coupe d'Écosse, Coupe de la Ligue et Compétitions européennes sont comptabilisés
| Nom                                  | Matchs | Victoires | Nuls | Défaites | % de victoires | Championnat | Coupe d'Écosse | Coupe de la Ligue | Promu |
| ------------------------------------ | ------ | --------- | ---- | -------- | -------------- | ----------- | -------------- | ----------------- | ----- |
| Charlie Smith (1895–1902)            | 159    | 86        | 26   | 47       | 54.09          | 0           | 0              | 0                 | 0     |
| Barrie Grieve (1906–1910)            | 141    | 41        | 33   | 67       | 29.08          | 0           | 0              | 0                 | 0     |
| James McDonald (1910–1919)           | 343    | 131       | 73   | 139      | 38.19          | 0           | 0              | 0                 | 0     |
| Hugh Spence (1919–1937)              | 807    | 312       | 159  | 336      | 38.66          | 0           | 2              | 0                 | 0     |
| Jimmy McGrory (1937–1945)            | 108    | 45        | 23   | 40       | 41.67          | 0           | 0              | 0                 | 0     |
| Tom Smith (en) (1945–1947)           | 77     | 18        | 20   | 39       | 23.38          | 0           | 0              | 0                 | 0     |
| Tom Mather (en) (1947–1948)          | 37     | 15        | 6    | 16       | 40.54          | 0           | 0              | 0                 | 0     |
| Alex Hastings (en) (1948–1950)       | 77     | 27        | 16   | 34       | 35.06          | 0           | 0              | 0                 | 0     |
| Malky McDonald (en) (1950–1957)      | 297    | 137       | 57   | 103      | 46.13          | 0           | 0              | 0                 | 0     |
| Willie Waddell (1957–1965)           | 389    | 215       | 76   | 98       | 55.27          | 1           | 0              | 0                 | 0     |
| Malky McDonald (en) (1965–1968)      | 141    | 67        | 30   | 44       | 47.52          | 0           | 0              | 0                 | 0     |
| Walter McCrae (en) (1968–1973)       | 256    | 93        | 63   | 100      | 36.33          | 0           | 0              | 0                 | 0     |
| Davie Sneddon (en) (1973, 1977–1981) | 164    | 65        | 44   | 55       | 39.63          | 0           | 0              | 0                 | 1     |
| Willie Fernie (1973–1977)            | 184    | 66        | 49   | 69       | 35.87          | 0           | 0              | 0                 | 2     |
| Rab Stewart (en) (1980, 1984)        | 3      | 3         | 0    | 0        | 100.00         | 0           | 0              | 0                 | 0     |
| Jim Clunie (en) (1981–1984)          | 179    | 58        | 52   | 69       | 32.40          | 0           | 0              | 0                 | 1     |
| Eddie Morrison (en) (1984–1988)      | 188    | 65        | 46   | 77       | 34.57          | 0           | 0              | 0                 | 0     |
| Jim Clark (1988)                     | 2      | 1         | 0    | 1        | 50.00          | 0           | 0              | 0                 | 0     |
| Jim Fleeting (en) (1988–1992)        | 162    | 68        | 43   | 51       | 41.98          | 0           | 0              | 0                 | 0     |
| Tommy Burns (1992–1994)              | 112    | 48        | 32   | 32       | 42.86          | 0           | 0              | 0                 | 1     |
| Alex Totten (en) (1994–1996)         | 98     | 31        | 21   | 46       | 31.63          | 0           | 0              | 0                 | 0     |
| Bobby Williamson (1996–2002)         | 246    | 89        | 67   | 90       | 36.18          | 0           | 1              | 0                 | 0     |
| Jim Jefferies (en) (2002–2010)       | 327    | 117       | 65   | 145      | 35.78          | 0           | 0              | 0                 | 0     |
| Jimmy Calderwood (2010)              | 23     | 7         | 4    | 12       | 30.43          | 0           | 0              | 0                 | 0     |
| Mixu Paatelainen (2010–2011)         | 34     | 15        | 6    | 13       | 44.12          | 0           | 0              | 0                 | 0     |
| Kenny Shiels (en) (2011–2013)        | 95     | 27        | 31   | 37       | 28.42          | 0           | 0              | 1                 | 0     |
| Allan Johnston (2013–2015)           | 66     | 20        | 10   | 36       | 30.30          | 0           | 0              | 0                 | 0     |
| Gary Locke (en) (2015–2016)          | 43     | 11        | 10   | 22       | 25.58          | 0           | 0              | 0                 | 0     |
| Lee Clark (2016–2017)                | 44     | 10        | 13   | 21       | 22.73          | 0           | 0              | 0                 | 0     |
| Lee McCulloch (2016, 2017)           | 30     | 8         | 8    | 14       | 26.67          | 0           | 0              | 0                 | 0     |
| Steve Clarke (2017–2019)             | 79     | 40        | 17   | 22       | 50.63          | 0           | 0              | 0                 | 0     |
| Angelo Alessio (2019)                | 22     | 8         | 6    | 8        | 36.36          | 0           | 0              | 0                 | 0     |
| Alex Dyer (en) (2019–2021)           | 43     | 13        | 5    | 25       | 30.23          | 0           | 0              | 0                 | 0     |
| Tommy Wright (2021)                  | 42     | 20        | 7    | 15       | 47.62          | 0           | 0              | 0                 | 0     |

## Bilan sportif

### Palmarès

#### National
- Scottish Football League (première division) :
  - Vainqueurs : 1964–1965
    - Deuxième (4) : 1959–1960, 1960–1961, 1962–1963, 1963–1964
- Scottish First Division / Scottish Championship (deuxième division)[41] :
  - Vainqueurs : 1897–1898, 1898–1899, 2021–2022
    - Deuxième (6) : 1953–1954, 1973–1974, 1975–1976, 1978–1979, 1981–1982, 1992–1993
- Scottish Second Division (troisième division) :
  - Deuxième : 1989–1990
- Scottish Cup :
  - Vainqueurs : 1919–1920, 1928–1929, 1996–1997
    - Finaliste (5) : 1897–1898[42], 1931–1932, 1937–1938, 1956–1957, 1959–1960
- Scottish League Cup :
  - Vainqueurs : 2011–2012
    - Finaliste (5) : 1952–1953, 1960–1961, 1962–1963, 2000–2001, 2006–2007
- Scottish Qualifying Cup :
  - Vainqueurs : 1896–97

#### Autres
- Coupe des villes de foires :
  - Demi-finalistes : 1966–1967
- International Soccer League :
  - Finaliste : 1960
- Tennent Caledonian Cup:
  - Vainqueurs : 1979–1980
- UEFA Respect Fair Play ranking :
  - Vainqueurs : 1999
- Ayrshire Cup (44) : 1884, 1885, 1886, 1891, 1896, 1897, 1898, 1899, 1900, 1921, 1922, 1923, 1928, 1930, 1931, 1935, 1947, 1951, 1952, 1953, 1954, 1955, 1956, 1957, 1959 (shared), 1960, 1962, 1966, 1972, 1973, 1974, 1979, 1981, 1982, 1983, 1984, 1985, 1987, 1990, 1992, 1993, 1994, 1996, 1998[43]

Source :

### Bilan européen
Légende
- Victoire ou qualification pour le tour suivant
- Match nul
- Défaite ou élimination de la compétition

Note : dans les résultats ci-dessous, le score du club est toujours donné en premier.
| Saison    | Compétition                | Tour                | Club                 | Domicile | Extérieur | Total |
| --------- | -------------------------- | ------------------- | -------------------- | -------- | --------- | ----- |
| 1964-1965 | Coupe des villes de foires | 32es de finale      | Eintracht Francfort  | 5 - 1    | 0 - 3     | 5 - 4 |
| 1964-1965 | Coupe des villes de foires | Seizièmes de finale | Everton FC           | 0 - 2    | 1 - 4     | 1 - 6 |
| 1965-1966 | Coupe des clubs champions  | Seizièmes de finale | 17 Nëntori Tirana    | 2 - 0    | 3 - 1     | 5 - 1 |
| 1965-1966 | Coupe des clubs champions  | Huitièmes de finale | Real Madrid          | 2 - 2    | 1 - 5     | 3 - 7 |
| 1966-1967 | Coupe des villes de foires | Seizièmes de finale | Royal Antwerp        | 7 - 2    | 1 - 0     | 8 - 2 |
| 1966-1967 | Coupe des villes de foires | Huitièmes de finale | KAA La Gantoise      | 1 - 0    | 2 - 1     | 3 - 1 |
| 1966-1967 | Coupe des villes de foires | Quarts de finale    | Lokomotive Leipzig   | 2 - 0    | 0 - 1     | 2 - 1 |
| 1966-1967 | Coupe des villes de foires | Demi-finales        | Leeds United         | 0 - 0    | 2 - 4     | 2 - 4 |
| 1969-1970 | Coupe des villes de foires | 32es de finale      | FC Zurich            | 3 - 1    | 2 - 3     | 5 - 4 |
| 1969-1970 | Coupe des villes de foires | Seizièmes de finale | Slavia Sofia         | 4 - 1    | 0 - 2     | 4 - 3 |
| 1969-1970 | Coupe des villes de foires | Huitièmes de finale | Dinamo Bacău         | 1 - 1    | 0 - 2     | 1 - 3 |
| 1970-1971 | Coupe des villes de foires | 32es de finale      | Coleraine FC         | 2 - 3    | 1 - 1     | 5 - 4 |
| 1997-1998 | Coupe des coupes           | Tour préliminaire   | Shelbourne FC        | 2 - 1    | 1 - 1     | 3 - 2 |
| 1997-1998 | Coupe des coupes           | Seizièmes de finale | OGC Nice             | 1 - 1    | 1 - 3     | 2 - 4 |
| 1998-1999 | Coupe UEFA                 | 32es de finale      | Željezničar Sarajevo | 1 - 0    | 1 - 1     | 2 - 1 |
| 1998-1999 | Coupe UEFA                 | Seizièmes de finale | Sigma Olomouc        | 0 - 2    | 0 - 2     | 0 - 4 |
| 1999-2000 | Coupe UEFA                 | Tour préliminaire   | KR Reykjavik         | 2 - 0    | 0 - 1     | 2 - 1 |
| 1999-2000 | Coupe UEFA                 | 64es de finale      | FC Kaiserslautern    | 0 - 2    | 0 - 3     | 0 - 5 |
| 2001-2002 | Coupe UEFA                 | Tour préliminaire   | Glenavon FC          | 1 - 0    | 1 - 0     | 2 - 0 |
| 2001-2002 | Coupe UEFA                 | 64es de finale      | Viking FK            | 1 - 1    | 0 - 2     | 1 - 3 |
| 2019-2020 | Ligue Europa               | Premier tour Q      | Connah's Quay Nomads | 0 - 2    | 2 - 1     | 2 - 3 |
| 2024-2025 | Ligue Europa               | Deuxième tour Q     | Cercle Bruges        | 1 - 1    | 0 - 1     | 1 - 2 |
| 2024-2025 | Ligue Conférence           | Troisième tour Q    | Tromsø IL            | 2 - 2    | 1 - 0     | 3 - 2 |
| 2024-2025 | Ligue Conférence           | Barrages Q          | FC Copenhague        | 1 - 1    | 0 - 2     | 1 - 3 |

### Records du club
- Second club le plus vieux d'Écosse
- Plus grande victoire en compétition : 13–2 c. Saltcoats Victoria, 2e tour qualificatif de Coupe d'Écosse, 12 septembre 1896
- Pire défaite : 1–9 c. Celtic, Scottish League Division 1, 13 août 1938
- Plus grande affluence à domicile : 35 995 c. Rangers, Quarts-de-finale de Coupe d'Écosse 10 mars 1962
- Meilleur buteur sur une saison : Harry Cunningham (34 en 1927–1928]) et Andy Kerr (34 en 1960–1961)
- Indemnité de transfert versée : 340 000 £ pour Paul Wright de St Johnstone, mars 1995
- Indemnité de transfert reçue : 2 200 000 £ pour Greg Taylor du Celtic, août 2019

## Hall of Fame

### Intronisés en 2014
- Les pères fondateurs - Les fondateurs du Kilmarnock Football Club
- Équipe de Kilmarnock de 1964–1965
- Hugh Allen M.B.E. – Kiné du club de 1968 à 2002
- Willie Culley – Meilleur buteur de l'histoire du club
- Alan Robertson – Recordman du nombre d'apparitions dans le championnat écossais
- Mattha Smith – Vainqueur de la Coupe d'Écosse 1920 et 1929

### Intronisés en 2016
- James Fowler – Capitaine de l'équipe victorieuse de la Coupe de la Ligue 2012
- Tommy McLean – Prix de l'âge d'or
- Stuart McLean – 2e joueur en nombre d'apparitions en championnat
- Ray Montgomerie – Capitaine de l'équipe victorieuse de la Coupe d'Écosse 1997
- Eddie Morrison – Meilleur buteur de l'histoire du club après-guerre
- Manuel Pascali – Récompense internationale

### Intronisés en 2018
- Frank Beattie – Prix de l'âge d'or
- Paul Clarke – Légende du club
- Frédéric Dindeleux – Récompense internationale
- Ronnie Hamilton – Légende du club
- Garry Hay – Légende du club
- Derrick McDicken – Légende du club
- William Waddell – Entraîneur de l'équipe victorieuse du championnat d'Écosse 1964–1965
- Bobby Williamson – Entraîneur de l'équipe victorieuse de la Coupe d'Écosse 1997

### Intronisés en 2022
- Kenny Sheils – Entraîneur de l'équipe victorieuse de la Coupe de la Ligue 2012
- Alan McCulloch – Ancien gardien de but
- Kris Boyd – Auteur de 121 buts en championnat

## Hymne du club
La chanson Paper Roses, à l'origine un succès de la chanteuse et activiste américaine Anita Bryant, a été adoptée par les fans de Kilmarnock comme l'hymne de leur propre club. La chanteuse et actrice américaine Marie Osmond, célèbre pour avoir enregistré cette chanson, a surpris les fans en février 2013 et s'est produite au Rugby Park lors d'une séance de rencontre et d'accueil, signant des autographes pour les joueurs et les fans.